# فرودگاه وانوابالاوو
فرودگاه وانوابالاوو (به انگلیسی: Vanuabalavu Airport)  یک فرودگاه همگانی مسافربری با کد یاتا VBV است . این فرودگاه در  کشور فیجی قرار دارد .